# Aeropuerto Internacional Ted Stevens Anchorage
El Aeropuerto Internacional Ted Stevens Anchorage o Aeropuerto Internacional de Anchorage (IATA: ANC, OACI: PANC, FAA LID: ANC) (del inglés: Ted Stevens Anchorage International Airport) es un aeropuerto importante en el estado estadounidense de Alaska, ubicado a 8 km (5 millas) al suroeste del centro de Anchorage. El aeropuerto lleva el nombre de Ted Stevens, un senador estadounidense de Alaska en el cargo de 1968 a 2009. Está incluido en el Plan Nacional de Sistemas Aeroportuarios Integrados de la Administración Federal de Aviación (FAA) para 2017-2021, en el que se clasifica como un centro de conexiones mediano de servicio comercial principal.

## Información
Construido en 1951 como Aeropuerto Internacional de Anchorage, fue rebautizado, por la Legislatura de Alaska, para honrar al senador Ted Stevens. Es el segundo centro más grande de Alaska Airlines, después de Seattle. 
Anchorage fue una escala común para los pasajeros que volaron al este de Asia desde 1960 hasta la década de 1980 porque el espacio aéreo chino y soviético estaban fuera de los límites y porque la primera generación de jets y aviones de fuselaje ancho, no tenía el rango de volar sin escalas a través del océano Pacífico. Algunos aviones de pasajeros sigue parada en Anchorage en vuelos entre Asia y el este de Estados Unidos. Los transportistas de carga, que se benefician de los segmentos de ruta corta, continúan utilizando con frecuencia el aeropuerto de Anchorage. 
El extremo oriental del sur de la pista del aeropuerto se conecta a la Base Aérea de la Guardia Nacional Kulis, que se localiza en terrenos arrendados por el aeropuerto. 

## Tráfico de pasajeros

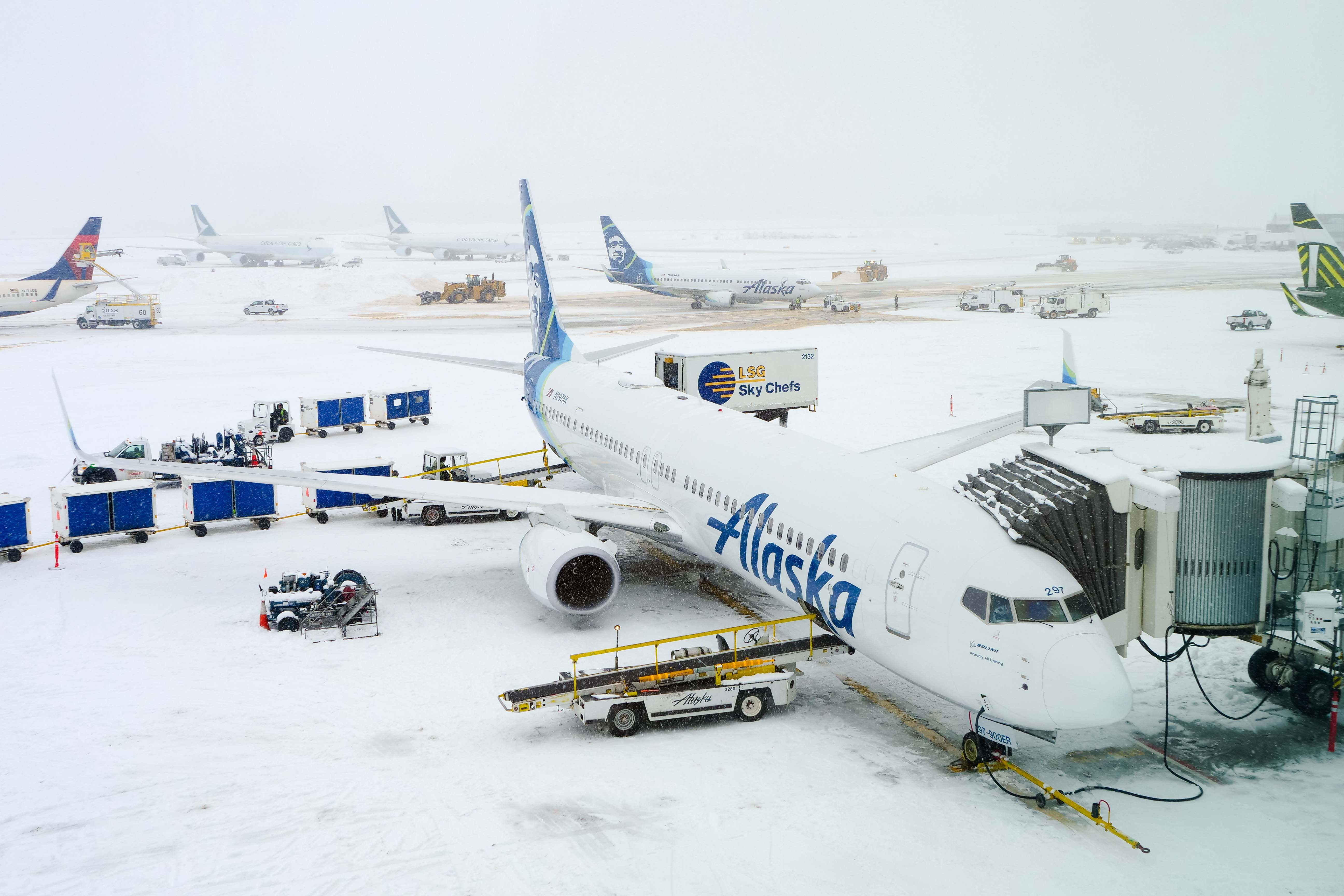
Alaska Airlines 737-900ER en Anchorage, AK

El tráfico de pasajeros del Aeropuerto Internacional Ted Stevens Anchorage osciló alrededor de los cinco millones entre 1998 y 2008, salvo en 2002, cuando el aeropuerto sufrió una caída del 13% en el tráfico. Fairbanks y Juneau son los siguientes aeropuertos con más tráfico, aunque ninguno de los dos gestionó más de medio millón de pasajeros el año pasado. El tráfico de Anchorage alcanza su punto máximo en junio, julio y agosto, cuando el número de pasajeros es el doble que entre octubre y abril. La mayoría de los principales transportistas de pasajeros de Estados Unidos sirven a ANC, con la mayoría de las operaciones de vuelos de pasajeros de Alaska Airlines hacia y desde Seattle (un promedio de 20 vuelos por día) y Fairbanks (5-7 vuelos por día).
Anchorage también se prevé como un futuro punto de conexión para el tráfico aéreo con el Extremo Oriente ruso. Durante la temporada de verano de 2008, Vladivostok Air realizó un vuelo semanal a Rusia. Yakutia Airlines reanudó el servicio estacional de verano a Rusia en 2012.  Muchos de los trabajadores del North Slope de Alaska viven en Anchorage o en cualquier otro lugar de los 48 estados inferiores y vuelan a través del aeropuerto a sus trabajos en Prudhoe Bay.
Según los registros de la Administración Federal de Aviación, el aeropuerto tuvo 2,599,313  embarques de pasajeros (embarques) en el año natural 2008,  2,282,666 embarques en 2009 y 2,342,310 en 2010.

## Centro de carga internacional
El Aeropuerto Internacional Ted Stevens Anchorage es un importante centro de carga. En 2015, se clasificó como el cuarto aeropuerto más activo del mundo por tráfico de carga, después de Hong Kong, Memphis y Shanghái-Pudong. Una razón es que los aviones de carga entre China o Japón y los Estados Unidos prefieren tener menos combustible y más carga y repostar en el camino.
FedEx Express y UPS Airlines operan importantes centros en Anchorage International para carga que se dirige hacia y desde el Lejano Oriente. NWA Cargo solía operar un centro importante en el aeropuerto hasta el 28 de diciembre de 2009, cuando cerró todas las operaciones de Northwest Cargo en todos los aeropuertos. FedEx Express es la instalación de carga más grande del aeropuerto y puede manejar hasta 13,400 paquetes por hora, empleando a más de 1,200 personas y brindando un sistema completo de despacho de aduanas. El centro de United Parcel Service maneja alrededor de 5,000 paquetes por hora. Ambas compañías pronostican un gran crecimiento en el tráfico durante los próximos años a medida que aumenta el comercio con China y otros países del Lejano Oriente y planean expandir comparativamente sus instalaciones de Anchorage. El Servicio Postal de Estados Unidos también opera una gran instalación de centro seccional (SCF) para los códigos postales 995xx. Procesa correo y paquetes con destino y salida de todas las ciudades de Alaska.
El Departamento de Transporte de los Estados Unidos permite que Anchorage y otros aeropuertos de Alaska se utilicen como punto de transferencia de carga entre diferentes aeronaves de la misma aerolínea extranjera sin solicitar un permiso especial, un privilegio que no está disponible en los aeropuertos del territorio continental de Estados Unidos. En 2020, el aeropuerto solicitó una autoridad similar para el tráfico de pasajeros, lo que potencialmente permitiría a las aerolíneas extranjeras usar Anchorage como un centro de conexión para pasajeros internacionales. Anteriormente se concedió una exención similar a los aeropuertos de Puerto Rico.

## Instalaciones y aeronaves
El Aeropuerto Internacional Ted Stevens Anchorage cubre un área de 1,865 ha (4,608 acres) a una altura de 46 m (151 pies) sobre el nivel medio del mar. Tiene tres pistas: 7L/25R tiene 3,231 x 46 m (10,600 por 150 pies) con una superficie de asfalto; 7R/25L es 3,780 x 61 m (12,400 por 200 pies) con una superficie de asfalto/concreto; 15/33 es 3,312 x 61 m (10,865 por 200 pies) con una superficie de asfalto. El aeropuerto también tiene un helipuerto de asfalto de 30 x 30 m (100 por 100 pies).
Para el período de 12 meses que finalizó el 30 de abril de 2019, el aeropuerto tuvo 261,961 operaciones de aeronaves, un promedio de 718 por día: 38% comercial programado, 32% aviación general, 29% taxi aéreo y <1% militar. En ese momento había 109 aviones con base en este aeropuerto: 61% multimotor, 14% helicóptero, 15% jet y 10% monomotor.
La FAA proyecta que las operaciones aumentarán a 334,279 para 2030, o 918,882 operaciones por día.

## Terminales
La Terminal Sur (nacional) sirve a Air Canada, Alaska Airlines, Allegiant Air, American Airlines, Condor (salidas), Delta Air Lines, Sun Country y United Airlines. Todos los transportistas regionales dentro del estado también utilizan la Terminal Sur.
La Terminal Sur contiene tres Salas: Sala A, Sala B y Sala C. El área de lo que hoy es la Sala C era la terminal del aeropuerto original construida en la década de 1950. Poco después se construyó una terminal satélite hexagonal a lo largo de la estructura principal. En 1969, la terminal experimentó una gran expansión, formando lo que hoy es la Sala B; entre las nuevas características notables se incluye una estructura curva de llegada / salida con una rampa de salida elevada para vehículos. La estructura de barrido fue diseñada para conectarse con la satélite hexagonal existente, ahora el final de la Sala B. En 1985, se agregó la Sala A. En 2009, esta parte de la Terminal Sur recibió mejoras sísmicas y estéticas.
La Sala C fue completamente reconstruida en 2004, diseñado por McCool Carlson Green Architects, mientras que las Salas A y B fueron construidos en 1985 y 1969 respectivamente y renovados en 2009. Los arquitectos HNTB y RIM Architects realizaron el trabajo arquitectónico para  las Salas A/B. La Terminal Sur también contiene dos puertas L, numeradas L1 y L2. Estas puertas están fuera de seguridad en el nivel inferior y adyacentes a la Sala A.
La Terminal Norte (internacional), diseñada por McCool Carlson Green Architects, sirve a Condor, Japan Airlines, Korean Air, Icelandair, Yakutia Airlines, todos los vuelos chárter de temporada internacionales y vuelos militares. Además de estas aerolíneas, algunas aerolíneas de carga utilizan el lado norte de la terminal para estacionarse, además de aviones que tienen pequeños problemas o que necesitan mantenimiento durante un día o dos. Esta terminal fue construida en 1982.

## Aerolíneas y destinos
Aproximadamente treinta y siete destinos son accesibles desde ANC a través de vuelos directos o sin escalas, incluidos destinos en 14 estados de Estados Unidos y los países de Canadá, Alemania, Islandia y Rusia. Las aerolíneas principales de Estados Unidos operan una combinación de servicio estacional y durante todo el año a los 48 estados continenteales y a Hawái. Los transportistas extranjeros operan vuelos estacionales y vuelos chárter estacionales a Canadá, Asia y Europa, los dos últimos vendidos como servicios combinados. Debido a su proximidad a Rusia, Anchorage es la única ciudad de Estados Unidos fuera de Nueva York, Los Ángeles, Miami y Washington D. C. que tiene vuelos directos a Rusia, y es la única ciudad que tiene vuelos a una ciudad que no sea Moscú.

### Pasajeros
| Aerolíneas           | Destinos |
| -------------------- | --- |
| Air Canada           | Estacional: Vancouver |
| Alaska Airlines      | Adak, Bethel, Chicago–O'Hare, Cordova, Deadhorse, Dillingham, Fairbanks, Honolulu, Juneau, King Salmon, Kodiak, Kotzebue, Las Vegas, Los Ángeles, Nome, Phoenix–Sky Harbor, Portland (OR), Seattle/Tacoma, Utqiagvik Estacional: Denver, Detroit, Kahului, Kailua–Kona, Mineápolis/St. Paul, Nueva York–JFK, Sacramento, Salt Lake City, San Diego, San Francisco |
| Aleutian Airways     | Cold Bay, Homer, Kenai, King Salmon, Sand Point, Unalaska/Dutch Harbor |
| American Airlines    | Estacional: Chicago–O'Hare, Dallas/Fort Worth |
| Condor               | Estacional: Fráncfort |
| Delta Air Lines      | Atlanta, Mineápolis/St. Paul, Seattle/Tacoma Estacional: Detroit, Los Ángeles, Salt Lake City |
| Discover Airlines    | Estacional: Fráncfort |
| Grant Aviation       | Kenai |
| Hawaiian Airlines    | Estacional: Seattle/Tacoma |
| Iliamna Air Taxi     | Iliamna |
| Katmai Air           | Brooks Camp, King Salmon |
| Ravn Alaska          | Cold Bay, Homer, Sand Point, St. Mary's, St. Paul, Unalakleet, Unalaska/Dutch Harbor, Valdez Estacional: King Salmon |
| Reeve Air Alaska     | Gulkana |
| Ryanair              | Aniak |
| Sun Country Airlines | Estacional: Mineápolis/St. Paul |
| United Airlines      | Denver Estacional: Chicago–O'Hare, Houston–Intercontinental, Newark, San Francisco, Washington–Dulles |
| WestJet              | Estacional: Calgary |

### Carga
| Aerolíneas               | Destinos |
| ------------------------ | --- |
| Air China Cargo          | Chicago–O'Hare, Dallas/Fort Worth, Nueva York–JFK, Pekín–Capital, Shanghái–Pudong |
| Alaska Air Cargo         | Adak, Bethel, Cordova, Deadhorse, Dillingham, Juneau, Kodiak, Kotzebue, Nome, Seattle/Tacoma, Utqiagvik |
| Alaska Central Express   | Aniak, Bethel, Cold Bay, Cordova, Dillingham, Iliamna, Juneau, King Salmon, Kodiak, Port Heiden, Sand Point, Sitka, St. George, St. Paul, Unalaska/Dutch Harbor |
| Amazon Air               | Seattle/Tacoma |
| Asiana Cargo             | Atlanta, Los Ángeles, Nueva York–JFK, Seúl–Incheon |
| Atlas Air                | Atlanta, Changsha, Chengdu–Shuangliu, Chicago–O'Hare, Chicago–Rockford, Chongqing, Cincinnati, Ciudad de México–AIFA, Dallas/Fort Worth, Guadalajara, Halifax, Hangzhou, Hong Kong, Houston–Intercontinental, Huntsville, Indianápolis, Jinan, Los Ángeles, Louisville, Miami, Nankín, Nashville, Nueva York–JFK, Qingdao, Santo Domingo–Las Américas, Seúl–Incheon, Shanghái–Pudong, Shenzhen, Taipéi–Taoyuan, Tokio–Narita, Xiamen, Zhengzhou |
| Cargolux                 | Chicago–O'Hare, Columbus–Rickenbacker, Hong Kong, Los Ángeles, Nueva York–JFK, Singapur, Zhengzhou |
| Cathay Pacific Cargo     | Atlanta, Calgary, Chicago–O'Hare, Ciudad de México–AIFA, Columbus–Rickenbacker, Dallas/Fort Worth, Guadalajara, Hong Kong, Houston–Intercontinental, Los Ángeles, Miami, Nueva York–JFK, San Francisco, Toronto–Pearson |
| China Airlines Cargo     | Atlanta, Chicago–O'Hare, Dallas/Fort Worth, Houston–Intercontinental, Los Ángeles, Miami, Nueva York–JFK, Osaka–Kansai, San Francisco, Taipéi–Taoyuan |
| China Cargo Airlines     | Atlanta, Chicago–O'Hare, Shanghái–Pudong |
| China Southern Cargo     | Cantón, Chicago–O'Hare, Los Ángeles, Shanghái–Pudong, Zhengzhou |
| DHL Aviation             | Charleston (SC), Chicago–O'Hare, Cincinnati, Hong Kong, Huntsville, Los Ángeles, Miami, Nagoya–Centrair, Nueva York–JFK, Osaka–Kansai, Seúl–Incheon, Shanghái–Pudong, Singapur, Tokio–Narita |
| Ethiopian Airlines Cargo | Addis Ababa, Atlanta, Seúl–Incheon |
| Etihad Cargo             | Columbus–Rickenbacker, Hanói |
| EVA Air Cargo            | Atlanta, Chicago–O'Hare, Dallas/Fort Worth, Nueva York–JFK, Osaka–Kansai, Taipéi–Taoyuan |
| Everts Air Cargo         | Bethel, Dillingham, Emmonak, Galena, King Salmon, Kotzebue, Nome |
| FedEx Express            | Cantón, Fort Worth/Alliance, Guam, Hong Kong, Indianápolis, Los Ángeles, Memphis, Newark, Oakland, Osaka–Kansai, Seattle/Tacoma, Seúl–Incheon, Shanghái–Pudong, Singapur, Taipéi–Taoyuan, Tokio–Narita, Toronto–Pearson |
| FedEx Feeder             | Fairbanks, Homer, Juneau, Kenai, Kodiak, Sitka |
| Kalitta Air              | Chicago–O'Hare, Hefei, Hong Kong, Los Ángeles, Seúl–Incheon, Shanghái–Pudong |
| Korean Air Cargo         | Chicago–O'Hare, Dallas/Fort Worth, Guadalajara, Halifax, Miami, Nueva York–JFK, Seúl–Incheon, Toronto–Pearson |
| Lynden Air Cargo         | Bethel, Kotzebue, Nome |
| National Airlines (N8)   | Chicago–O'Hare, Fairfield, Fussa–Yokota, Los Ángeles, Nagoya–Centrair, Shanghái–Pudong, Tulsa |
| Nippon Cargo Airlines    | Chicago–O'Hare, Dallas/Fort Worth, Nueva York–JFK, Tokio–Narita |
| Northern Air Cargo       | Aniak, Bethel, Deadhorse, Dillingham, Nome, Red Dog, Unalakleet, Utqiagvik |
| Polar Air Cargo          | Tokio–Narita |
| Qantas Freight           | Bangkok–Suvarnabhumi, Chicago–O'Hare, Nueva York–JFK, Shanghái–Pudong, Sídney |
| Singapore Airlines Cargo | Dallas/Fort Worth, Hong Kong, Los Ángeles, Nankín, Singapur, Xiamen |
| Sky Lease Cargo          | Changsha, Chicago–O'Hare, Miami, Zhengzhou |
| Suparna Airlines         | Chicago–O'Hare, Nankín, Shanghái–Pudong, Zhengzhou |
| TransNorthern Aviation   | Kenai, Kodiak |
| UPS Airlines             | Chicago/Rockford, Hong Kong, Louisville, Newark, Ontario, Osaka–Kansai, Portland (OR), Seattle–Boeing, Seúl–Incheon, Shanghái–Pudong, Taipéi–Taoyuan, Tokio–Narita |
| Western Global Airlines  | Dallas/Fort Worth, Fort Myers, Hong Kong, Los Ángeles, Louisville, Seúl–Incheon, Shanghái–Pudong |

### Destinos internacionales

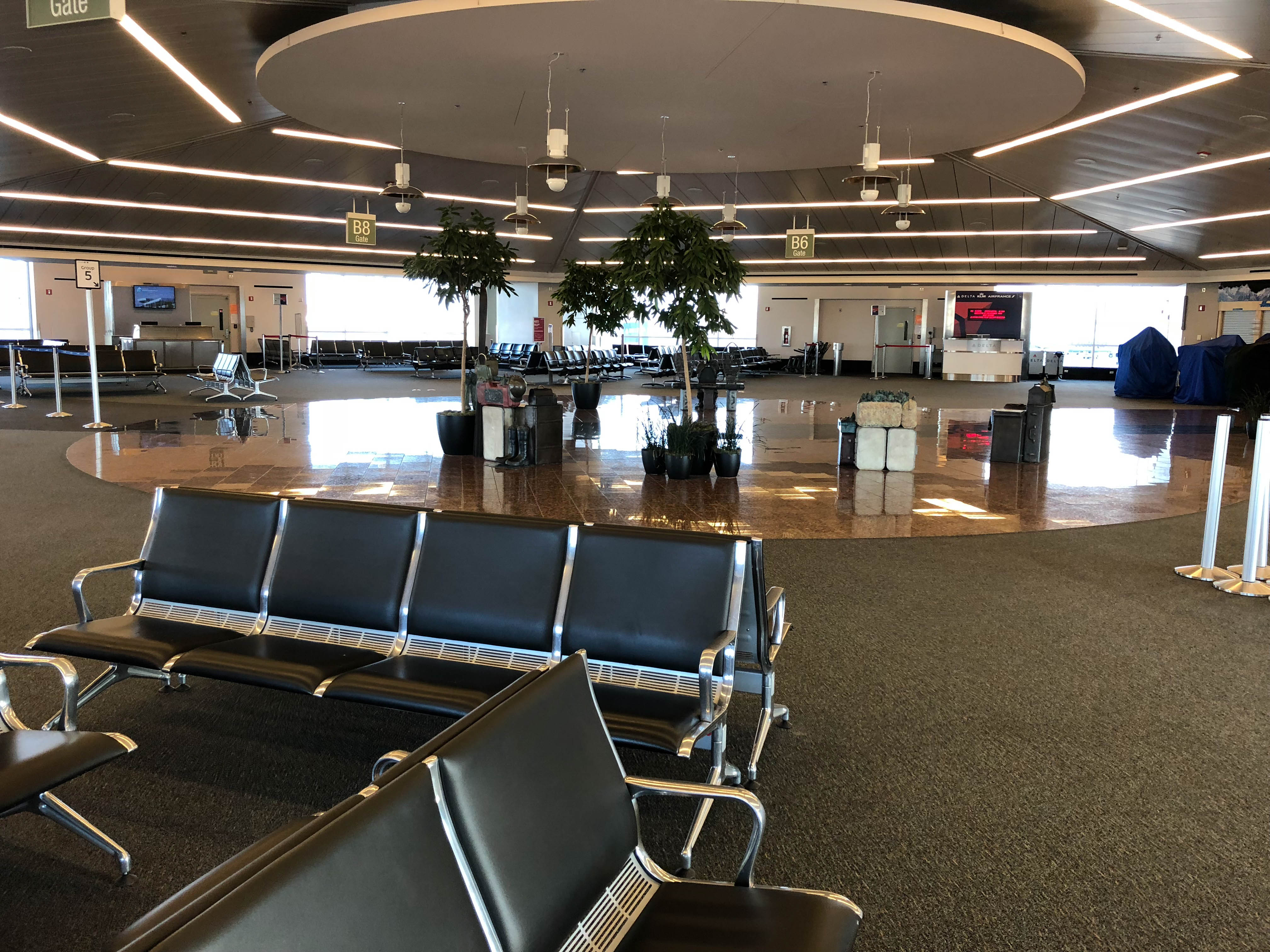
Sala de última de espera del aeropuerto.

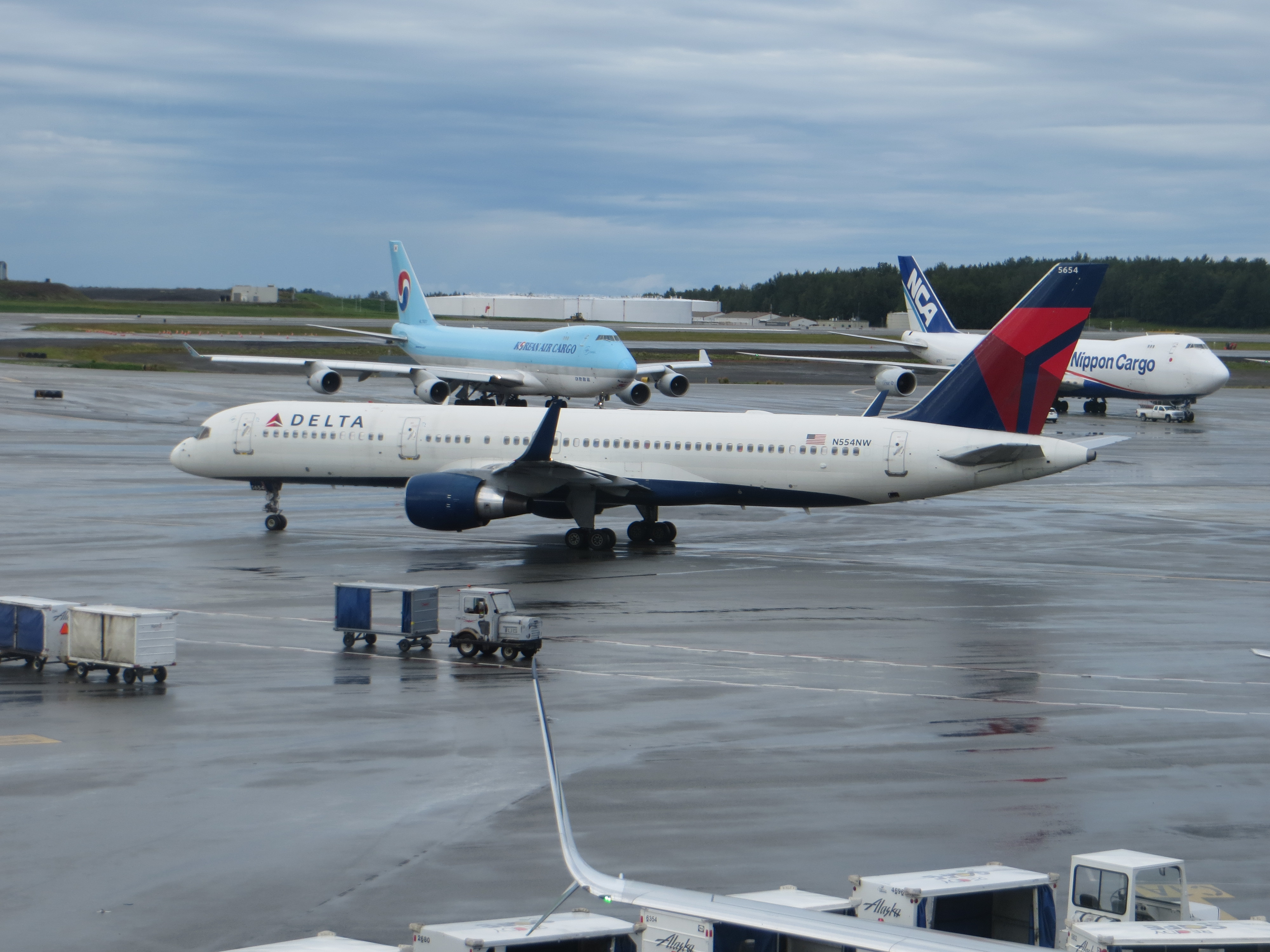
Aviones en la plataforma comercial del aeropuerto.

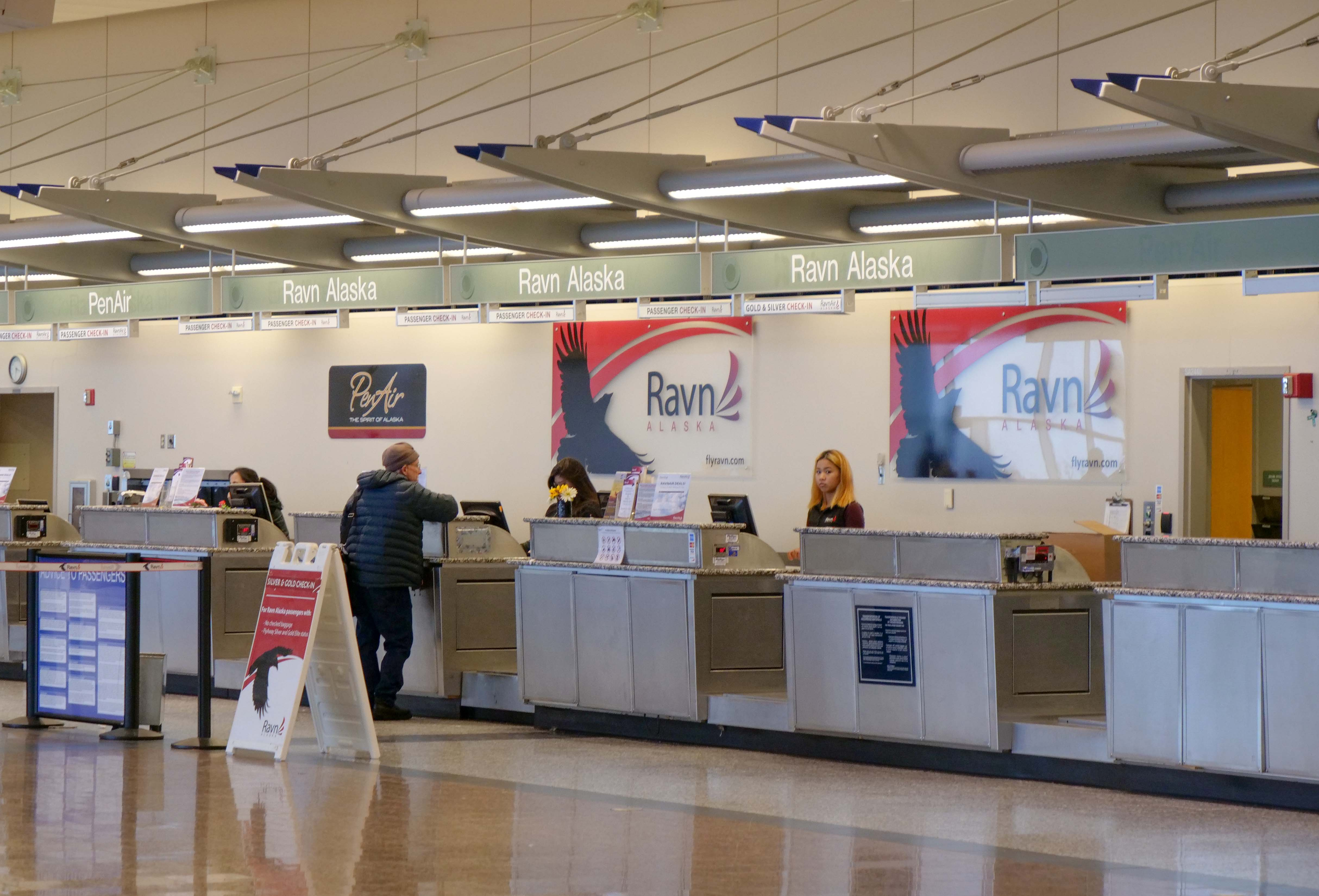
Mostrarores de documentación en el aeropuerto.

Se ofrece servicio a 3 destinos internacionales (estacionales), a cargo de 4 aerolíneas.
| Ciudades por países                                      | Nombre del aeropuerto                 | Aerolíneas                                           |              |              |
| Norteamérica                                             | Norteamérica                          | Norteamérica                                         | Norteamérica | Norteamérica |
| -------------------------------------------------------- | ------------------------------------- | ---------------------------------------------------- | ------------ | ------------ |
| Canadá (2 destinos [estacionales], 2 aerolíneas)         |                                       |                                                      |              |              |
| Calgary                                                  | Aeropuerto Internacional de Calgary   | WestJet (Estacional)                                 |              |              |
| Vancouver                                                | Aeropuerto Internacional de Vancouver | Air Canada (Estacional)                              |              |              |
| Europa                                                   |                                       |                                                      |              |              |
| Alemania (1 destino [estacional], 2 aerolíneas)          |                                       |                                                      |              |              |
| Fráncfort                                                | Aeropuerto de Fráncfort del Meno      | Condor (Estacional) / Discover Airlines (Estacional) |              |              |
| Total: 3 destinos (estacionales), 2 países, 4 aerolíneas |                                       |                                                      |              |              |

## Estadísticas

### Rutas más transitadas
| Número | Ciudad                | Pasajeros | Aerolínea                                              |
| ------ | --------------------- | --------- | ------------------------------------------------------ |
| 1      | Seattle, Washington   | 1,020,000 | Alaska Airlines, Delta Air Lines                       |
| 2      | Fairbanks, Alaska     | 186,000   | Alaska Airlines                                        |
| 3      | Mineápolis, Minnesota | 125,000   | Alaska Airlines, Delta Air Lines, Sun Country Airlines |
| 4      | Chicago, Illinois     | 107,000   | Alaska Airlines, American Airlines, United Airlines    |
| 5      | Portland, Oregón      | 86,000    | Alaska Airlines                                        |
| 6      | Juneau, Alaska        | 84,000    | Alaska Airlines                                        |
| 7      | Bethel, Alaska        | 82,000    | Alaska Airlines                                        |
| 8      | Denver, Colorado      | 79,000    | Alaska Airlines, United Airlines                       |
| 9      | Kodiak, Alaska        | 78,000    | Alaska Airlines                                        |
| 10     | Kenai, Alaska         | 70,000    | Grant Aviation                                         |

## Aeropuertos cercanos
Los aeropuertos más cercanos son:
- Aeropuerto de Kenai (95km)
- Aeropuerto de Ninilchik (155km)
- Aeropuerto de Homer (188km)
- Aeropuerto de Valdez (201km)
- Aeropuerto de Seldovia (213km)